# Barreto Poeira
Domingos António Barreto Poeira (Vila Franca de Xira, 24 de abril de 1901 — Lisboa, 30 de outubro de 1980) foi um actor português.

## Biografia
Barreto Poeira nasceu em 24 de abril de 1901 em Vila Franca de Xira (Distrito de Lisboa).
Os seus primeiros passos na vida artística deram-se como amador dramático na sua terra natal.
Em 1930 sobe ao palco em Vidas Íntimas.
Em 1931, ainda como amador, é chamado pelo realizador Henrique Costa para participar num filme mudo A Portuguesa de Nápoles, substituindo Alves da Cunha. A partir de então, não mais deixou a carreira artística, centrada no cinema e no teatro.
A sua vertente no cinema desenvolveu-se sobretudo na década de 1940, participando em filmes como Amor de Perdição (1943) e Frei Luís de Sousa (1950) de António Lopes Ribeiro ou Vendaval Maravilhoso (1949) de Leitão de Barros, sendo protagonista, por exemplo, de Um Homem do Ribatejo (1946) de Henrique Campos.
A interpretação na película Um Homem às Direitas (1944) valeu no ano seguinte a Barreto Poeira o convite para protagonizar a co-produção luso-espanhola Cinco Lobitos, que em Portugal se chamou O Diabo são Elas.
A nível teatral destacou-se no teatro televisivo na década de 1960, tempos áureos da televisão em directo, em peças como A Sapateira Prodigiosa onde contracenou ao lado de Amália Rodrigues.
Barreto Poeira morreu em 30 de outubro de 1980, em Lisboa.
Foi homenageado na toponímia da sua Vila Franca de Xira natal.

## Teatro
- Vidas Íntimas (1930)[4]
- Ana Cristina (1947)[4]
- Vidas Privadas (1947)[4]

## Filmografia

### Cinema
- A Portuguesa de Nápoles (1931) de Henrique Costa [5]
- A Canção da Terra (1938) de Jorge Brum do Canto[2][3][5]
- Porto de Abrigo (1941) de Adolfo Coelho[2][3][5]
- Fátima, Terra de Fé (1943) de Jorge Brum do Canto[2][3][5]
- Amor de Perdição (1943) de António Lopes Ribeiro[2][3][5]
- Um Homem às Direitas (1945) de Jorge Brum do Canto[2][3][5]
- O Diabo São Elas... (1945) de Ladislao Vajda[2][3][5]
- Cais do Sodré (1946) de Alejandro Perla[2][3][5]
- Um Homem do Ribatejo (1946) de Henrique Campos[2][3][5]
- Rainha Santa (1947) de Henrique Campos, Rafael Gil e Aníbal Contreiras[2][3][5]
- Viela, Rua Sem Sol (1947) de Ladislao Vajda[2][3][5]
- Heróis do Mar (1949) de Fernando Garcia[2][3][5]
- Vendaval Maravilhoso (1949) de Leitão de Barros[2][3][5]
- Frei Luís de Sousa (1950) de António Lopes Ribeiro[2][3][5]
- O Trigo e o Joio (1965) de Manuel Guimarães[2][3][5]

### Teatro televisivo
| Ano  | Filme                          | Notas |
| ---- | ------------------------------ | ----- |
| 1964 | O Óleo                         | [ 5 ] |
| 1965 | A Feiticeira                   | [ 5 ] |
| 1966 | A Fronteira                    | [ 5 ] |
| 1966 | As Novas Aventuras de Pasquale | [ 5 ] |
| 1966 | Madre Alegria                  | [ 5 ] |
| 1967 | Seca                           | [ 5 ] |
| 1967 | O Sr. Aurélio                  | [ 5 ] |
| 1967 | O Que Vale um Homem            | [ 5 ] |
| 1967 | A Casa de Simão Leonardo       | [ 5 ] |
| 1968 | Uma Nova Esperança             | [ 5 ] |
| 1968 | Grades Floridas                | [ 5 ] |
| 1968 | A Sapateira Prodigiosa         | [ 5 ] |
| 1968 | O Mensageiro                   | [ 5 ] |
| 1969 | Casa da Penha                  | [ 5 ] |